# 1941 Ford
Автомобіль Ford був ретельно оновлений у 1941 році, готуючись до непередбачуваного часу навколо Другої світової війни. Дизайн 1941 року продовжувався в скасованому 1942 модельному році та був відновлений у 1946 році та вироблявся до 1948 року, коли були готові сучасніші Форди 1949 року. Протягом першого року випуску цього автомобіля він значно вдосконалився. Передні крила постачалися трьома частинами, згідно з теорією, невеликі пошкодження можна було легко замінити. Протягом року він перетворився на дві частини з нижньою передньою та задньою частинами, які з’єдналися. Піднімачі капоту змінювалися, перші були такими ж, як у Фордів 1940 року, протягом року змінювалися на кращу пізнішу версію. Кабріолет 1941 року не мав задніх бічних вікон, єдині бічні вікна були у дверях; у 1942 році були додані чверть вікна, щоб пасажири ззаду могли бачити.